# Kvareli (municipalité)
La municipalité de Kvareli (en géorgien : ყვარლის მუნიციპალიტეტი) est un district de la région de Kakhétie en Géorgie, dont la ville principale est Kvareli. Au recensement de 2014, il comptait 29 827 habitants.